# Супенский, Алексей Сергеевич
Алексей Сергеевич Супенский (9 февраля 1975) — российский игрок в мини-футбол.
В мини-футболе играл за клубы «Галакс» СПб (1994/95), «Заря» Новгород (1996/97), «Зенит» СПб (1997/98), «Саратов-СПЗ» (1998/99 — 1999/2000), «Стройимпульс»/«Единство» СПб (1999/2000 — 2000/2001), «Динамо-23» Москва (2001/02). В чемпионате России провёл 109 матчей, забил 25 голов.
В первенстве России по футболу играл за «Карелию-Эрзи» Петрозаводск в третьей лиге в 1996 году. В 1997 году за «Химик-Пограничник» Сланцы в первенстве КФК сыграл 6 матчей, забил два гола.